# Инженер-сметчик
Инженер-сметчик — это категория специалистов по определению стоимости строительства. Инженеры-сметчики занимаются практической и/или теоретической деятельностью в сфере ценообразования, сметного нормирования, оценки, стоимостного инжиниринга, организации и проведения торгов и конкурсов.
Впервые определение инженера-сметчика дано в Уставе профессионального союза сметчиков Российской Федерации.
В небольших компаниях штатная должность инженера-сметчика не всегда предусмотрена. В этом случае специалистов нанимают под каждый конкретный проект. Место работы инженеров-сметчиков — это компании, занимающиеся строительством.
По программам высшего и среднего профессионального образования сметчиков не готовят. Единственный доступный путь в профессию — пройти краткосрочные курсы на базе высшего экономического или строительного образования.
Инженер-сметчик должен хорошо знать технологию строительных работ, уверенно ориентироваться в большом количестве информационных источников, обладать широкими познаниями в экономике — и не только строительства, иметь навыки работы в специализированных компьютерных программах, быть в курсе всех последних документов по ценообразованию.
Инженеры-сметчики задействованы: — в процессе определения стоимости на всех объектах нового строительства, реконструкции, объектов капитального ремонта и текущего ремонта; — на всех стадиях инвестиционного процесса (технико-экономическое обоснование инвестиций; проектирование; проведение подрядных торгов и заключение контракта между заказчиком и подрядчиком; осмечивание и оплата выполненных работ, взаиморасчеты между всеми участниками строительства — заказчиком, генподрядчиком, субподрядчиками; контроль за ходом строительства; сдача объекта в эксплуатацию; а в ряде видов деятельности — эксплуатация действующих объектов).
Сметное дело — это вид деятельности по определению стоимости ремонтных и строительных работ.
Составление сметы является одним из основных этапов начала строительно-монтажных работ. В составе любого проекта содержится сметная часть. Она содержит всю информацию о стоимости строительства — от цены стройматериалов и затрат на их транспортировку и хранение до расчетов и обоснований затрат при вводе объекта в эксплуатацию, от расчистки территории будущей стройки до подключения построенных зданий к коммуникациям и озеленения прилегающей территории.